# España en el Festival de la OTI
España participó en el Festival de la OTI desde su primera edición, celebrada en Madrid en 1972. Aquel año logró el tercer premio con la canción «Niña», compuesta por Manuel Alejandro e interpretada por la popular Marisol. El triunfo fue para Brasil y el segundo lugar para Panamá. Siendo uno de los países artífices de la Organización de Televisión Iberoamericana, España solo se ausentó del festival en 1986, como simbólica protesta del gobierno socialista de Felipe González por la dictadura militar de Augusto Pinochet, al celebrarse el certamen aquel año en Chile. 
La Radiotelevisión Española (RTVE) ganó en seis ocasiones el gran concurso musical latinoamericano. La primera fue en 1976, en Acapulco, con la canción «Canta, cigarra», compuesta e interpretada por María Ostiz, quien sorprendentemente sintió como imposible su victoria, abandonando el auditorio antes de que se realizasen las votaciones. Al enterarse de que resultó ganadora, tuvo que regresar apresuradamente para interpretar de nuevo su canción.
La segunda vez que España logró la victoria fue en 1981, con Francisco interpretando «Latino», compuesta por Pablo Herrero y José Luis Armenteros, en el certamen celebrado en la Ciudad de México. En 1992, el intérprete alcoyano volvió a ganar, esta vez en su propia tierra, con «¿A dónde voy sin ti?», de José María Purón. En 1993 ganó Ana Reverte con «Enamorarse», compuesta por Josep Llobell y Alejandro Abad.
En 1995 Marcos Llunas consiguió igualmente el primer lugar en San Bernardino (Paraguay) con la canción «Eres mi debilidad», compuesta también por Abad. Y finalmente, en 1996 España se llevó en Quito (Ecuador) su sexta victoria con la interpretación de la donostiarra Anabel Russ, junto a Eduardo Leyva y Purón como autores de «Mis manos».
Asimismo, España fue anfitriona en seis ocasiones: la primera en la inicial edición del festival, celebrada en 1972 en el Palacio de Congresos y Exposiciones de Madrid. El evento fue presentado por Rosa María Mateo y Raúl Matas. Se utilizó un decorado móvil situado detrás de los cantantes, estando a un lado la orquesta a un lado del escenario.
La segunda acogida fue en 1977, tras la victoria lograda el año anterior. La sede elegida fue nuevamente Madrid; concretamente el Centro Cultural de la Villa. Ejercieron como maestros de ceremonia Mari Cruz Soriano y Miguel de los Santos. La escenografía fue lisa, en tono claro, con la orquesta de fondo, figurando sobre ella en tonos dorados la leyenda «OTI 77». Nos representaron en esta ocasión el trío donostiarra Trigo Limpio con la canción «Rómpeme, mátame», del compositor Juan Carlos Calderón. Quedaron en tercer lugar y la canción al cabo de unos meses alcanzaría los primeros lugares en las listas de éxitos de la mayoría de los países latinoamericanos, siendo número uno en Venezuela. Aquella noche se produjo el único triunfo de la televisión nicaragüense, con la canción «Quincho Barrilete», cantada por Eduardo «Guayo» González y con niños españoles como coristas. 
RTVE albergó nuevamente el festival en 1985, esta vez en el teatro Lope de Vega de Sevilla, con Paloma San Basilio y Emilio Aragón como presentadores. Una escenografía basada en un poblado andaluz y la orquesta en el foso constituyeron el aspecto visual a destacar. En esta ocasión el jurado provocó un triple empate entre el Ecuador, la Argentina y México, igualada que se resolvió en favor de México, que logró el primer premio con la canción «El fandango aquí», interpretada por Eugenia León. Finalmente, Ecuador y Argentina obtuvieron ex aequo el segundo premio, mientras que el tercero recayó en la representación de Chile. La inesperada necesidad de tiempo adicional para determinar el desempate provocó que la orquesta y la artista invitada, Rocío Jurado, se vieran obligadas a improvisar una actuación no ensayada, mientras los jueces del concurso votaban para resolver. Aquel triunfo se impregnó de polémica, al rumorearse que el jurado dio el máximo galardón a México como consolación por el devastador terremoto que había sufrido días antes.
Posteriormente, llegó el trienio comprendido entre 1992 y 1994, cuando el festival se celebró en el teatro Principal de Valencia. En 1992, los presentadores fueron la eurovisiva Paloma San Basilio y Joaquín Prat. Destacó la vuelta del cantante ganador de la edición de 1981, Francisco, quien tal como antes se citó, se llevó el primer premio con «¿A dónde voy sin ti?» de Purón. El segundo premio fue para los Estados Unidos, con la desgarradora canción «No te mueras América», mientras el tercero fue para Chile, con la balada «Te prometo». Entre los bloques de canciones concursantes destacaron extensos intermedios musicales que tuvieron como protagonista el folclore español. 
En 1993 presentó el certamen nuevamente a Paloma San Basilio, junto al cantante Francisco, quien como vencedor del año anterior fue designado por RTVE para desempeñar dicha función, mientras Rocío Jurado y Chavela Vargas sobresalieron como artistas invitadas. España logró el primer puesto con «Enamorarse», obra de Josep Llobell y Alejandro Abad, cantada por la sevillana Ana Reverte, quien envuelta en un vestido multicolor y con una sentida interpretación convenció a un jurado donde destacó la presencia del actor Antonio Ferrandis, que dio vida a «Chanquete» en la inolvidable serie Verano azul. El segundo premio fue para México. El país azteca presentó «Siempre a medias», balada interpretada por Magdalena Zárate y compuesta por José Manuel Fernández, el tercer lugar fue para Portugal con «Onde estás?», balada de João Dique y Mario Quelhas, siendo defendida por la cantante Anabela, que cinco meses antes representó al país luso en el Festival de la Canción de Eurovisión. En el anuncio de los galardones hubo un despiste por el que se omitió la mención de Brasil en el segundo premio (compartido con México), lo cual fue corregido.
En 1994 el valenciano Francisco repitió como presentador, tarea que compartió con Ana Obregón. En aquella ocasión, el festival fue dirigido por el televisivo productor José Luis Moreno, destacando Lola Flores como artista invitada. Hay que hacer una mención especial a la votación de la final, ya que al igual que en 1988, fue abierta, dándose a conocer anónimamente las puntuaciones de cada miembro del jurado. Su desarrollo fue apasionante gracias al toma y daca que se produjo entre Argentina y España. El país suramericano finalmente logró la victoria con 31 votos, gracias a «Canción despareja», interpretada por Claudia Carenzio y compuesta por Pocho Lapouble, siendo la letra de su esposa Bibi Albert. En 2009 en el radiofónico programa español Arte de estrellas (del periodista Miguel Polo Jimena), la autora declaró que fue ella quien se empeñó en participar con una de sus letras, convenciendo a su marido Pocho para que compusiese una nueva melodía y orquestación donde integrase su prosa; fue así como surgió la canción ganadora. No obstante, en el concurso, el tema se puso solo a nombre de Bibi para evitar problemas, ya que Pocho estaba de gira musical y prefirió dejar todo en manos de su mujer. El segundo premio recayó en España, que logró veintiocho votos con «Cuestión de suerte», tema de Chema Purón cantado por la valenciana Ana María González, hermana de Francisco. El bronce fue para Venezuela, que consiguió dieciséis votos presentando «Enfurecida», composición de Joel Leonardo y cantada por Luis Silva. Posteriormente, esta canción se hizo famosa al convertirse en sintonía de una exitosa telenovela.

## Participaciones de España en el Festival de la OTI
| Año  | Sede             | Artista                      | Canción                 | Director de orquesta | Posición | Pts |
| ---- | ---------------- | ---------------------------- | ----------------------- | -------------------- | -------- | --- |
| 2000 | Acapulco         | Sylvia Pantoja               | «Volver al sur»         | Nando Hernández      | F        |     |
| 1998 | San José         | Luis Villa                   | «Desconocidos»          | Manuel Marvizán      | Fin.     |     |
| 1997 | Lima             | La Plata                     | «Como humo de tabaco»   | Coco Salazar         | 3        |     |
| 1996 | Quito            | Anabel Russ                  | «Mis manos»             | Eduardo Leyva        | 1        |     |
| 1995 | San Bernardino   | Marcos Llunas                | «Eres mi debilidad»     | Javier Capella Sanz  | 1        |     |
| 1994 | Valencia         | Ana María González           | «Cuestión de suerte»    | José Fabra           | 2        | 28  |
| 1993 | Valencia         | Ana Reverte                  | «Enamorarse»            | José Fabra           | 1        |     |
| 1992 | Valencia         | Francisco                    | «¿A dónde voy sin ti?»  | Jesús Gluck          | 1        |     |
| 1991 | Acapulco         | Joel                         | «Bésame»                | Alfredo Doménech     | F        |     |
| 1990 | Las Vegas        | Paco Ortega e Isabel Montero | «Duérmete mi amor»      | Eduardo Leyva        | 3        |     |
| 1989 | Miami            | José Manuel Soto             | «Como una luz»          | Gualberto García     | 2        |     |
| 1988 | Buenos Aires     | Álex y Christina             | «Dulce maldición»       | Eduardo Leyva        | 10       | 2   |
| 1987 | Lisboa           | Vicky Larraz                 | «Bravo samurái»         | Eduardo Leyva        | 3        |     |
| 1985 | Sevilla          | Caco Senante                 | «Esta forma de querer»  | Eduardo Leyva        | 19       |     |
| 1984 | Ciudad de México | Bohemia                      | «Cada día al despertar» | Javier Ibarrondo     | 4        |     |
| 1983 | Washington D. C. | Gonzalo                      | «Quién piensa en ti»    | Danilo Vaona         | 16       | 44  |
| 1982 | Lima             | La Pequeña Compañía          | «Ay, ay amor»           | Eddy Guerin          | 2        | 27  |
| 1981 | Ciudad de México | Francisco                    | «Latino»                | Jesús Gluck          | 1        | 51  |
| 1980 | Buenos Aires     | Dyango                       | «Querer y perder»       | Alfredo Doménech     | 2        | 32  |
| 1979 | Caracas          | Rosa María Lobo              | «Viviré»                | Eduardo Leyva        | 4        | 25  |
| 1978 | Santiago         | José María Purón             | «Mi sitio»              | Julio Mengod         | 5        | 18  |
| 1977 | Madrid           | Trigo Limpio                 | «Rómpeme, mátame»       | Juan Carlos Calderón | 3        | 7   |
| 1976 | Acapulco         | María Ostiz                  | «Canta, cigarra»        | Rafael Ibarbia       | 1        | 14  |
| 1975 | San Juan         | Cecilia                      | «Amor de medianoche»    | Juan Carlos Calderón | 2        | 14  |
| 1974 | Acapulco         | Lia Uyá                      | «Lapicero de madera»    | Rafael Ibarbia       | 4        | 9   |
| 1973 | Belo Horizonte   | Camilo Sesto                 | «Algo más»              | Juan Carlos Calderón | 5        | 6   |
| 1972 | Madrid           | Marisol                      | «Niña»                  | Augusto Algueró      | 3        | 7   |

## Festivales organizados en España
| Edición  | Ciudad sede | Localización                        | Presentandores                           |
| -------- | ----------- | ----------------------------------- | ---------------------------------------- |
| OTI 1972 | Madrid      | Palacio de Congresos y Exposiciones | Rosa María Mateo y Raúl Matas            |
| OTI 1977 | Madrid      | Centro Cultural de la Villa         | Mari Cruz Soriano y Miguel de los Santos |
| OTI 1985 | Sevilla     | Teatro Lope de Vega                 | Paloma San Basilio y Emilio Aragón       |
| OTI 1992 | Valencia    | Teatro Principal                    | Paloma San Basilio y Joaquín Prat        |
| OTI 1993 | Valencia    | Teatro Principal                    | Paloma San Basilio y Francisco           |
| OTI 1994 | Valencia    | Teatro Principal                    | Ana Obregón y Francisco                  |

## Comentaristas y presentadores de RTVE en el Festival de la OTI
A lo largo de la historia del Festival OTI Internacional RTVE envió comentarista propio al certamen con objeto de contextualizar para la audiencia española lo que se veía en pantalla y para cubrir las pausas del festival que en los países de América eran aprovechadas para insertar publicidad. Además, entre 1972 y 1981 se emitió un programa previo para dar a conocer a la audiencia a los componentes del jurado español; estos programas desaparecieron a partir de 1982.
| Año  | Comentarista RTVE    | Presentación programa previo RTVE |
| 1972 | No hubo comentarista | José Luis Uribarri                |
| 1973 | José María Íñigo     | José Luis Uribarri                |
| 1974 | José Luis Uribarri   | Joaquín Díaz Palacios             |
| 1975 | No hubo comentarista | José Luis Uribarri                |
| 1976 | No hubo comentarista | Jana Escribano                    |
| 1977 | No hubo comentarista | Matías Prats Luque                |
| 1978 | No hubo comentarista | Marisa Abad                       |
| 1979 | Miguel de los Santos | Elena Gutiérrez Flores            |
| 1980 | Miguel de los Santos | Pilar Cañada                      |
| 1981 | No hubo comentarista | José Domingo Castaño              |
| 1982 | Miguel de los Santos | No hubo programa previo           |
| 1983 | Carlos Tena          | No hubo programa previo           |
| 1984 | No hubo comentarista | No hubo programa previo           |
| 1985 | No hubo comentarista | No hubo programa previo           |
| 1986 | No hubo comentarista | No hubo programa previo           |
| 1987 | Beatriz Pécker       | No hubo programa previo           |
| 1988 | Carlos Herrera       | No hubo programa previo           |
| 1989 | Alaska               | No hubo programa previo           |
| 1990 | Carlos Herrera       | No hubo programa previo           |
| 1991 | José Luis Uribarri   | No hubo programa previo           |
| 1992 | No hubo comentarista | No hubo programa previo           |
| 1993 | No hubo comentarista | No hubo programa previo           |
| 1994 | No hubo comentarista | No hubo programa previo           |
| 1995 | José Luis Uribarri   | No hubo programa previo           |
| 1996 | José Luis Uribarri   | No hubo programa previo           |
| 1997 | José Luis Uribarri   | No hubo programa previo           |
| 1998 | José Luis Uribarri   | No hubo programa previo           |
| 2000 | José Luis Uribarri   | No hubo programa previo           |